# Райновци (област Габрово)
 Тази статия е за селото в Област Габрово.  За другото село със същото име вижте Райновци (област Велико Търново).  
Рàйновци е село в Северна България, община Габрово, област Габрово.

## География
Село Райновци се намира на около 10 km на запад-северозапад от центъра на град Габрово, 16 km югоизточно от Севлиево и 1,5 – 2 km югозападно от село Враниловци. Третокласният републикански път III-4402, правещ в село Враниловци връзка с второкласния републикански път II-44 (Габрово – Севлиево), води до Райновци и след него продължава на запад през селата Смиловци и Гъбене към село Горна Росица. Общински път се отклонява в Райновци от път III-4402 на юг до село Михайловци. Надморската височина в центъра на Райновци е около 350 m.
Населението на село Райновци, наброявало 302 души при преброяването към 1934 г., намалява до 121 към 1992 г. и към 2019 г. наброява (по текущата демографска статистика за населението) 87 души.

## История
През 1961 г. дотогавашното населено място колиби Райновци придобива статута на село.
Във фондовете на Държавния архив Габрово се съхраняват документи от съответни периоди на/за:
- Списък на фондове от масив „K“: Народно начално училище – с. Райновци, Габровско; фонд 649K; 1923 – 1956;
- Списък на фондове от масив „С“: Народно читалище „Светли бъднини“ – с. Райновци, Габровско; фонд 1043; 1947 – 1970.

## Население
Преброяване на населението през 2011 г.
Численост и дял на етническите групи според преброяването на населението през 2011 г.:
|                     | Численост | Дял (в %) |
| Общо                | 102       | 100,00    |
| Българи             | 101       | 99,01     |
| Турци               | 0         | 0,00      |
| Цигани              | 0         | 0,00      |
| Други               | 0         | 0,00      |
| Не се самоопределят | 0         | 0,00      |
| Неотговорили        | 1         | 0,098     |

## Обществени институции
В село Райновци към 2020 г. има действащо читалище „Светите братя Кирил и Методий – 2006“.

## Културни и природни забележителности
От селото има път към туристическия маршрут „Раев камък“ и „Марков камък“, както и местността „Костенурките“. Намира се на 10 km от „Витите скали“.